# Grammy Awards 1985

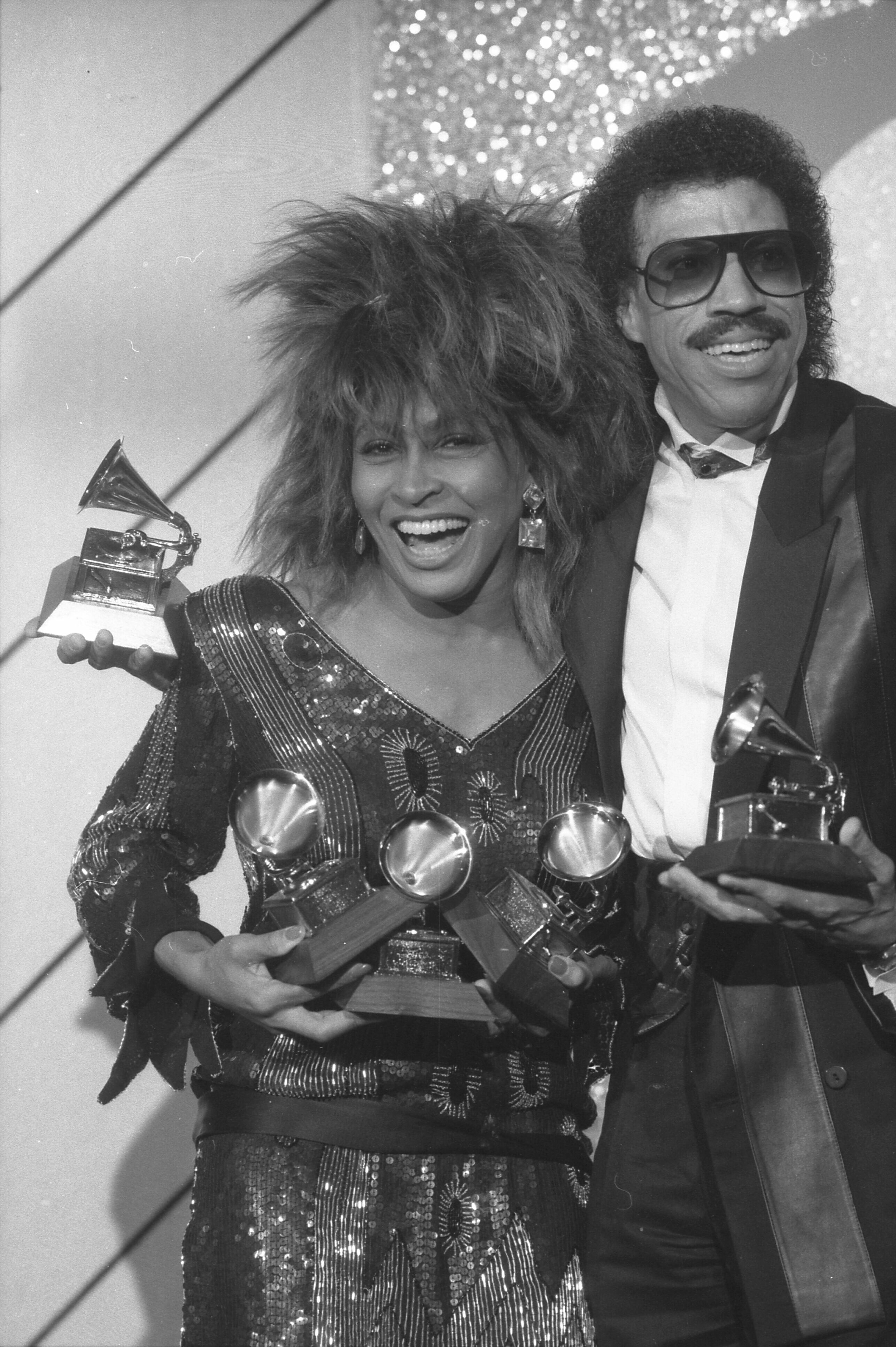
Tina Turner und Lionel Richie bei der Verleihung (1985)

Am 26. Februar 1985 wurde der US-amerikanische Musik-Grammy zum 27. Mal vergeben.
67 Preisträger verteilten sich bei den Grammy Awards 1985 auf die 21 Felder, ein Ehrengrammy wurde für das Lebenswerk vergeben.

## Hauptkategorien
Single des Jahres (Record of the Year):
- What’s Love Got to Do with It von Tina Turner

Album des Jahres (Album of the Year):
- Can’t Slow Down von Lionel Richie

Song des Jahres (Song of the Year):
- What’s Love Got to Do with It von Tina Turner (Autoren: Terry Britten, Graham Lyle)

Bester neuer Künstler (Best New Artist):
- Cyndi Lauper

## Pop
Beste weibliche Gesangsdarbietung – Pop (Best Pop Vocal Performance, Female):
- What’s Love Got to Do with It von Tina Turner

Beste männliche Gesangsdarbietung – Pop (Best Pop Vocal Performance, Male):
- Against All Odds (Take a Look at Me Now) von Phil Collins

Beste Darbietung eines Duos oder einer Gruppe mit Gesang – Pop (Best Pop Performance By A Duo Or Group With Vocals):
- Jump (For My Love) von den Pointer Sisters

Beste Instrumentaldarbietung – Pop (Best Pop Instrumental Performance):
- Ghostbusters (Instrumental) von Ray Parker Jr.

## Rock
Beste weibliche Gesangsdarbietung – Rock (Best Rock Vocal Performance, Female):
- Better Be Good to Me von Tina Turner

Beste männliche Gesangsdarbietung – Rock (Best Rock Vocal Performance, Male):
- Dancing in the Dark von Bruce Springsteen

Beste Darbietung eines Duos oder einer Gruppe mit Gesang – Rock (Best Rock Performance By A Duo Or Group With Vocals):
- Purple Rain von Prince and The Revolution

Beste Darbietung eines Rockinstrumentals (Best Rock Instrumental Performance):
- Cinema von Yes

## Rhythm & Blues
Beste weibliche Gesangsdarbietung – R&B (Best R&B Vocal Performance, Female):
- I Feel for You von Chaka Khan

Beste männliche Gesangsdarbietung – R&B (Best R&B Vocal Performance, Male):
- Caribbean Queen von Billy Ocean

Beste Darbietung eines Duos oder einer Gruppe mit Gesang – Pop (Best R&B Performance By A Duo Or Group With Vocals):
- Yah Mo B There von James Ingram & Michael McDonald

Beste Instrumentaldarbietung – R&B (Best R&B Instrumental Performance):
- Sound-System von Herbie Hancock

Bester R&B-Song (Best R&B Song):
- I Feel for You von Chaka Khan (Autor: Prince)

## Country
Beste weibliche Gesangsdarbietung – Country (Best Country Vocal Performance, Female):
- In My Dreams von Emmylou Harris

Beste männliche Gesangsdarbietung – Country (Best Country Vocal Performance, Male):
- That’s The Way Love Goes von Merle Haggard

Beste Countrydarbietung eines Duos oder einer Gruppe mit Gesang (Best Country Performance By A Duo Or Group With Vocal):
- Mama He’s Crazy von den Judds

Bestes Darbietung eines Countryinstrumentals (Best Country Instrumental Performance):
- Wheel Hoss von Ricky Skaggs

Bester Countrysong (Best Country Song):
- City Of New Orleans von Willie Nelson (Autor: Steve Goodman)

## Jazz
Beste Jazz-Gesangsdarbietung (Best Jazz Vocal Performance):
- Nothin’ But The Blues von Joe Williams

Beste Jazz-Instrumentaldarbietung, Solist (Best Jazz Instrumental Performance, Soloist):
- Hot House Flowers von Wynton Marsalis

Beste Jazz-Instrumentaldarbietung, Gruppe (Best Jazz Instrumental Performance, Group):
- New York Scene von Art Blakey & The Jazz Messengers

Beste Jazz-Instrumentaldarbietung, Big Band (Best Jazz Instrumental Performance, Big Band):
- 88 Basie Street von Count Basie

Beste Jazz-Fusion-Darbietung, Gesang oder instrumental (Best Jazz Fusion Performance, Vocal Or Instrumental):
- First Circle von der Pat Metheny Group

## Gospel
Beste weibliche Gospel-Darbietung (Best Gospel Performance, Female):
- Angels von Amy Grant

Beste männliche Gospel-Darbietung (Best Gospel Performance, Male):
- Michael W. Smith von Michael W. Smith

Beste Gospel-Darbietung eines Duos oder einer Gruppe (Best Gospel Performance By A Duo Or Group):
- Keep The Flame Burning von Debby Boone & Phil Driscoll

Beste weibliche Soul-Gospel-Darbietung (Best Soul Gospel Performance, Female):
- Sailin’ von Shirley Caesar

Beste männliche Soul-Gospel-Darbietung (Best Soul Gospel Performance, Male):
- Always Remember von Andraé Crouch

Beste Soul-Gospel-Darbietung eines Duos oder einer Gruppe (Best Soul Gospel Performance By A Duo Or Group):
- Sailin’ On The Sea Of Your Love von Shirley Caesar & Al Green

Beste Inspirational-Darbietung (Best Inspirational Performance):
- Forgive Me von Donna Summer

## Latin
Beste Latin-Pop-Darbietung (Best Latin Pop Performance):
- Always In My Heart (Siempre en mi corazon) von Plácido Domingo

Beste Tropical-Latin-Darbietung (Best Tropical Latin Performance):
- Palo pa rumba von Eddie Palmieri

Beste Mexican-American-Darbietung (Best Mexican-American Performance)
- Me gustas tal como eres von Sheena Easton & Luis Miguel

## Blues
Beste traditionelle Blues-Aufnahme (Best Traditional Blues Recording):
- Blues Explosion von Sugar Blue, John P. Hammond, J. B. Hutto & The New Hawks, Luther Johnson, Koko Taylor & The Blues Machine und Stevie Ray Vaughan & Double Trouble

## Folk
Beste Ethnofolk- oder traditionelle Folk-Aufnahme (Best Ethnic Or Traditional Folk Recording):
- Elizabeth Cotten Live! von Elizabeth Cotten

## Reggae
Beste Reggae-Aufnahme (Best Reggae Recording):
- Anthem von Black Uhuru

## Für Kinder
Beste Aufnahme für Kinder (Best Recording For Children):
- Where The Sidewalk Ends von Shel Silverstein (Produzent: Ron Haffkine)

## Sprache
Beste gesprochene oder Nicht-Musik-Aufnahme (Best Spoken Word Or Non-Musical Recording):
- The Words of Gandhi von Ben Kingsley

## Comedy
Beste Comedy-Aufnahme (Best Comedy Recording):
- Eat It von Weird Al Yankovic

## Musical Show
Bestes Cast-Show-Album (Best Cast Show Album):
- Sunday in the Park with George von der Originalbesetzung (Musik und Text: Stephen Sondheim; Produzent: Thomas Z. Shepard)

## Komposition / Arrangement
Beste Instrumentalkomposition (Best Instrumental Composition):
- The Natural von Randy Newman
- Olympic Fanfare and Theme (die offizielle Musik der 23. Olympischen Spiele) von John Williams

Bestes Album mit Originalmusik geschrieben für einen Film oder ein Fernsehspecial (Best Album Of Original Score Written For A Motion Picture Or A Television Special):
- Purple Rain von Prince and The Revolution (Komponisten: Prince, Lisa Coleman, Wendy Melvoin, John L. Nelson)

Bestes Instrumentalarrangement (Best Arrangement On An Instrumental):
- Grace (Gymnastics Theme) von Quincy Jones (Arrangement: Jeremy Lubbock, Quincy Jones)

Bestes Instrumentalarrangement mit Gesangsbegleitung (Best Instrumental Arrangement Accompanying Vocals):
- Hard Habit To Break von Chicago (Arrangement: David Foster, Jeremy Lubbock)

Bestes Gesangsarrangement für zwei oder mehr Stimmen (Best Vocal Arrangement For Two Or More Voices):
- Automatic von den Pointer Sisters

## Packages und Album-Begleittexte
Bestes Album-Paket (Best Album Package):
- She’s So Unusual von Cyndi Lauper (Künstlerische Leitung: Janet Perr)

Bester Album-Begleittext (Best Album Notes):
- Big Band Jazz von Paul Whiteman, Fletcher Henderson, Chick Webb, Tommy Dorsey, Count Basie, Benny Goodman und Anderen (Produzent: J. R. Taylor)

## Historische Aufnahmen
Bestes historisches Album (Best Historical Album):
- Big Band Jazz von Paul Whiteman, Fletcher Henderson, Chick Webb, Tommy Dorsey, Count Basie, Benny Goodman und Anderen (Verfasser: Gunther Schuller, Martin Williams)

## Produktion und Technik
Beste technische Aufnahme, ohne klassische Musik (Best Engineered Recording, Non-Classical):
- 17 von Chicago (Technik: Humberto Gatica)

Beste technische Klassikaufnahme (Best Engineered Recording, Classical):
- Prokofjew: Symphonie Nr. 5 in Bes des Saint Louis Symphony Orchestra unter Leitung von Leonard Slatkin (Produzent: Jay David Saks)

Produzent des Jahres (ohne Klassik) (Producer Of The Year, Non-Classical):
- James Anthony Carmichael und Lionel Richie
- David Foster

Klassik-Produzent des Jahres (Classical Producer Of The Year):
- Steven Epstein

## Klassische Musik
Bestes Klassik-Album (Best Classical Album):
- Amadeus (Original-Soundtrack) vom Ambrosian Opera Chorus, den Choristers of Westminster Abbey und der Academy of St. Martin in the Fields

Beste klassische Orchesteraufnahme (Best Classical Orchestral Recording):
- Prokofjew: Symphonie Nr. 5 in Bes des Saint Louis Symphony Orchestra unter Leitung von Leonard Slatkin

Beste Opernaufnahme (Best Opera Recording):
- Bizet: Carmen (Original-Soundtrack) von den Choeur et Maîtrise de Radio France und dem Orchestre National de France unter Leitung von Lorin Maazel

Beste Chor-Darbietung (ohne Oper) (Best Choral Performance other than opera):
- Brahms: Ein deutsches Requiem vom Chicago Symphony Orchestra und Chor unter Leitung von James Levine

Beste Soloinstrument-Darbietung mit Orchester (Best Classical Performance – Instrumental Soloist or Soloists with Orchestra):
- Händel, Purcell, Torelli, Fasch, Molter von Wynton Marsalis und dem English Chamber Orchestra unter Leitung von Raymond Leppard

Beste Soloinstrument-Darbietung ohne Orchester (Best Classical Performance – Instrumental Soloist or Soloists without Orchestra):
- Bach: Cellosuiten ohne Begleitung von Yo-Yo Ma

Beste Kammermusik-Darbietung (Best Chamber Music Performance):
- Beethoven: Die späten Streichquartette vom Juilliard String Quartet

Beste klassische Gesangsdarbietung (Best Classical Vocal Performance):
- Ravel: Songs of Maurice Ravel von Heather Harper, Jessye Norman, José van Dam, dem BBC Symphony Orchestra und dem Ensemble intercontemporain unter Leitung von Pierre Boulez

Beste neue klassische Komposition (Best New Contemporary Composition):
- Antony And Cleopatra vom Spolet Festival Orchestra unter Leitung von Christian Badea (Komponist: Samuel Barber)

## Musikvideo
Bestes Musik-Kurzvideo (Best Video, Short Form):
- David Bowie (Video) von David Bowie

Bestes Video-Album (Best Video Album):
- Making Michael Jackson’s Thriller von Michael Jackson

## Special Merit Awards

### Grammy Lifetime Achievement Award
- Leonard Bernstein

Trustees Award
- Eldridge Johnson